# Avoncliff

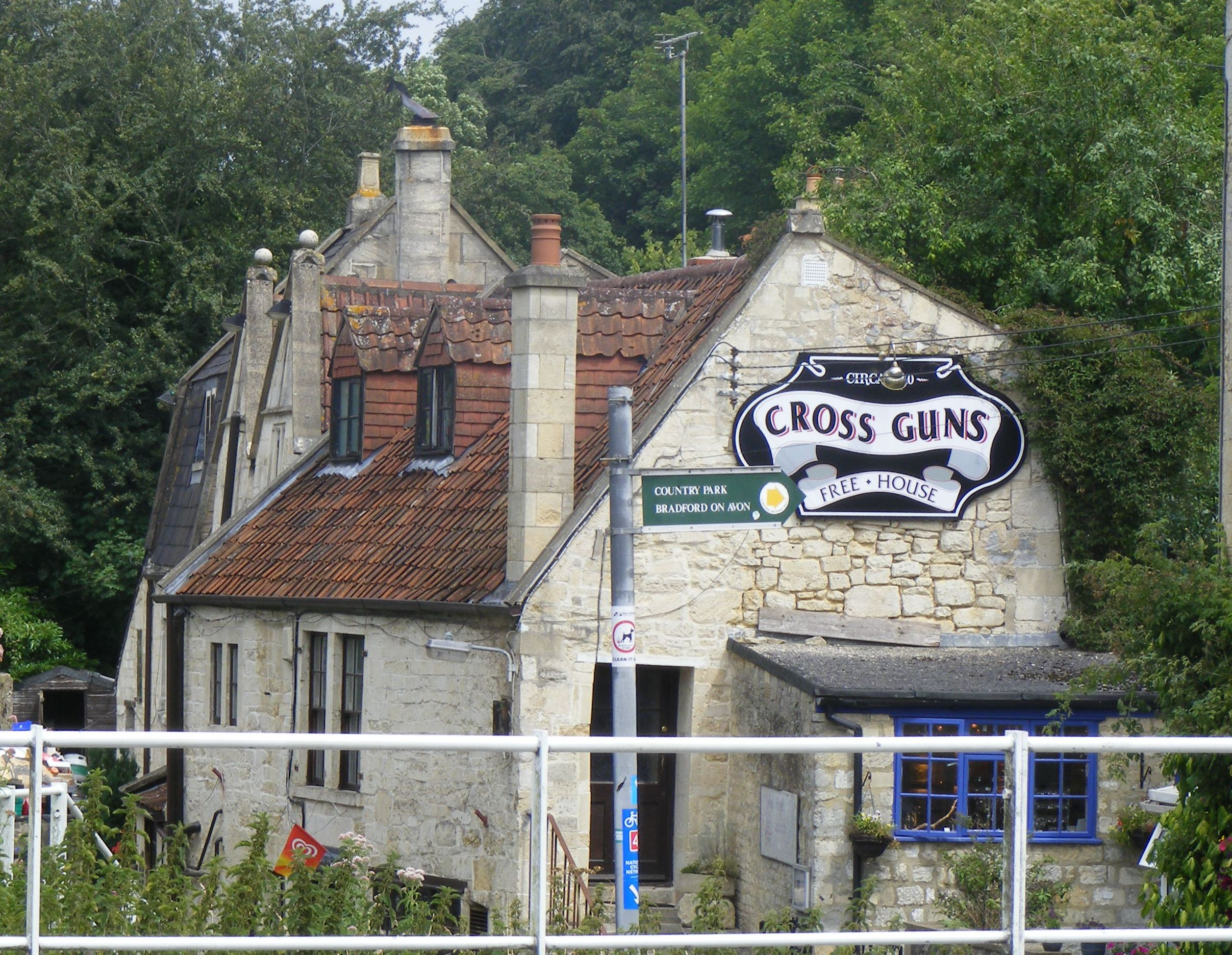
Der im späten 17. Jahrhundert erbaute Cross Guns Inn ist ein denkmalgeschütztes Gebäude (Kategorie II)

Avoncliff  ist ein kleines Dorf nördlich von Westwood und etwa 2,4 km südwestlich von Bradford-on-Avon in West Wiltshire im Vereinigten Königreich.

## Lage
Avoncliff wird von zwei Pfarrgemeinden betreut: Winsley auf der Nordseite des Flusses und Westwood auf der Südseite.

## Verkehr

### Kanal

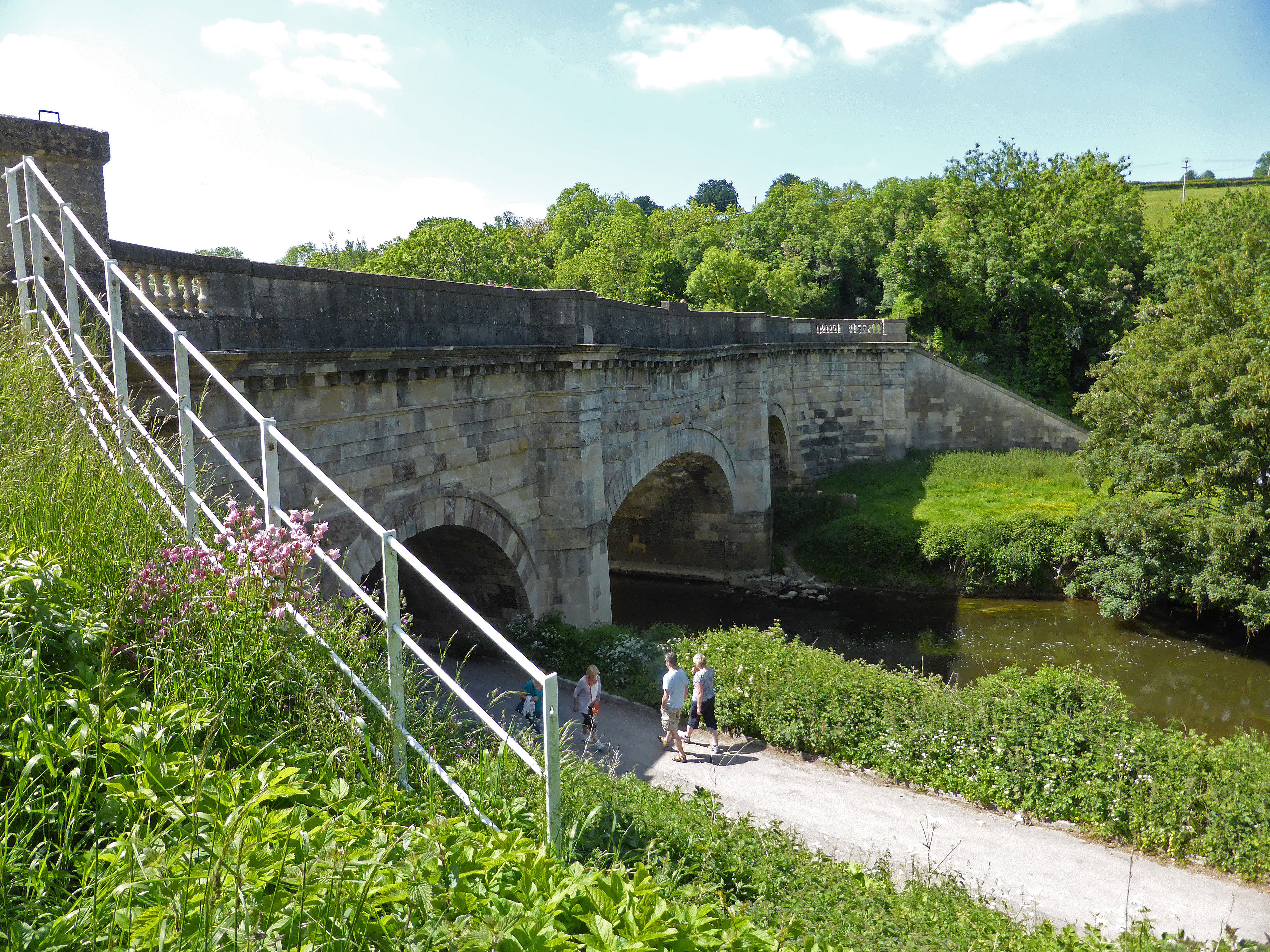
Avoncliff-Aquädukt

Bei Avoncliff überquert der Kennet-und-Avon-Kanal über das Avoncliff-Aquädukt den River Avon und die Eisenbahnstrecke Bath–Westbury. Das Aquädukt, das zwischen 1797 und 1801 von John Rennie und Chefingenieur John Thomas gebaut wurde, besteht aus drei Bögen und ist 100 m lang. Es hat einen zentralen elliptischen Bogen mit einer Spannweite von 18,3 m (60 Fuß) und zwei seitliche Bögen, die jeweils halbkreisförmig sind und einen Durchmesser von 10,4 m (34 Fuß) haben, alle mit V-förmigen Bogensteinen. Die Zwickel- und Flügelmauern sind abwechselnd aus Quadermauerwerk und Steinblöcken gebaut. Die mittlere Spannweite sackte bald nach dem Bau ab und wurde mehrfach repariert.

### Eisenbahn
Avoncliff hat einen winzigen Bahnhof mit einem Bahnsteig von einer Wagenlänge in jede Richtung, der früher Avoncliff Halt hieß, da es sich um eine Bedarfshaltestelle handelte, bei der die Menschen auf dem Bahnsteig die Züge heranwinken mussten. Seit 2011 ist er eine reguläre Haltestelle. Die Züge verkehren stündlich, werden von der Great Western Railway betrieben und fahren in der Regel weiter nach Westbury und Weymouth in südlicher Richtung oder zum Bahnhof Bristol Temple Meads und Gloucester in nördlicher Richtung.

### Feldbahn
Um 1886 gab es außerdem eine Feldbahn, die Normalspur-Bahnhof begann, auf der Kanalbrücke den River Avon überquerte und über eine Schienenseilbahn beim Red Cross Hospital und Bradford Union Workhouse zu einem auf der Anhöhe gelegenen Steinbruch führte.
Um 1905 kam es zu einer Rezession in der Bauindustrie, die dazu führte, dass der Abbau in Westwood 1908 eingestellt wurde. Das Tunnellabyrinth mit einer Höhe von 2,5 m (8 Fuß) und einer Breite von 3,5 m (12 Fuß) wurde jedoch, insbesondere während des Zweiten Weltkrieges, weiterhin für verschiedene Zwecke genutzt.

## Sehenswürdigkeiten
Es gibt ein malerisches Wehr am Fluss Avon. Avoncliff ist ein beliebter Ausgangspunkt für Wanderungen sowohl entlang des Kanals als auch des Flusses und zum Barton Farm Country Park in Bradford-on-Avon.